# 2017-es katalóniai terrortámadások

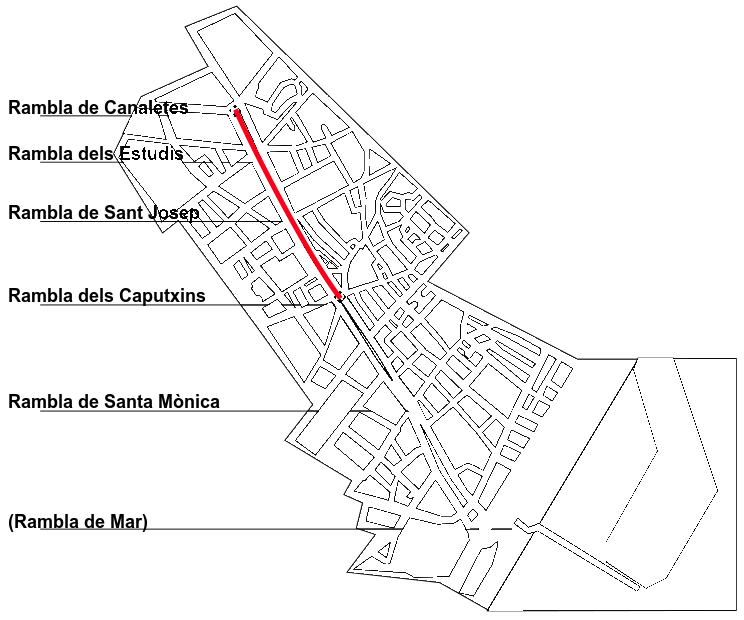
A kisbusz útja a Las Ramblason (északnyugatról délkeleti irányban haladt)

2017. augusztus 17-én és 18-án kettős terrortámadást hajtottak végre Spanyolországban, Katalóniában az Iszlám Állam merénylői, mindkét alkalommal autóval hajtottak a gyalogosok közé. 17-én délután Barcelonában a turisták egyik közkedvelt sétálóutcáján, a Las Ramblason, majd 18-án a hajnali órákban az onnan közel 120 km-re délnyugatra lévő Cambrils egyik tengerparti sétányán gázoltak el embereket. A két terrortámadásban több mint 100-an megsérültek és 15-en haltak meg.
A terrortámadások miatt háromnapos gyászt rendelt el Carles Puigdemont katalán elnök.

## Előzmények
2017. augusztus 16-án egy robbanás miatt összedőlt egy ház Alcanarban. A robbanásban egy nő meghalt és feltehetőleg további két férfi (Juszef Aalla, Abdelbaki Esz-Szatti) is, a rendőrség DNS-vizsgálatot folytat az azonosítás érdekében. Az esetben további hat ember megsebesült és károkat okozott a szomszédos házakban. A rendőrség először véletlen gázrobbanásra gyanakodott, de a vizsgálatok során egy újabb robbanás következett be. Ebben 10 ember megsérült meg, köztük rendőrök és tűzoltók. A házban 120 propán- és butángázpalackot találtak, és robbanószereket gyártottak. A terroristák a barcelonai Sagrada Famíliát akarták megtámadni 3 darab, egyenként 40 gázpalackkal megpakolt autókkal.

## Merényletek
A merényletek előtt két hónappal a CIA figyelmeztette Barcelona helyi rendőrkapitányságát, hogy a Las Ramblas egy lehetséges terrortámadásnak lehet kitéve.

### Barcelona
Augusztus 17-én 16 óra 56 perckor egy fehér Fiat Talento típusú kisteherautó hajtott be a Katalónia térről (katalánul Plaça de Catalunya) a Las Ramblas sétálóutcára, ahol a Liceuig kb. 500 méteren át cikázva haladva több tucat járókelőt gázolt el és végül egy újságosbódénak ütközött. Ezt követően az elkövetők a közeli Luna De Istanbul étterembe menekültek, a sofőrnek sikerült megszöknie. Később a rendőrség talált még egy furgont – a Barcelonától közel 70 km-re lévő Vicben –, amit a terrortámadással elkövetett bérautóhoz hasonlóan szintén Driss Oukabir nevére béreltek.
Több téves hír is megjelent a terrortámadással kapcsolatban: egyes források lövöldözésről és túszejtésről is beszámoltak, azonban a rendőrség ezeket az állításokat cáfolta. A barcelonai sofőr kiléte egyelőre tisztázatlan, a rendőrök először Driss Oukabirt vádolták meg, de a bejelentése után öccsére terelődött a gyanú, viszont a rendőrség feltételezése szerint Junesz Abujakub vezethette a Talentót.

#### A rendőrségi blokád áttörése Avinguda Diagonalnál
Két órával a merénylet után egy fehér Ford Focus nem állt meg Avinguda Diagonalnál lévő rendőrségi ellenőrzőponton és elütött két rendőrt. Az autót a három kilométerrel messzebb lévő Sant Just Desvernben találták meg, benne egy megkéselt férfival, akit később az autó tulajdonosaként azonosítottak. A rendőrség úgy véli, hogy a tulajdonost az egyik barcelonai terrorista ölhette meg, miközben menekülni próbált a terrortámadás helyszínéről.

### Cambrils
Nyolc órával a barcelonai terrortámadás után (18-án a hajnali órákban) Cambrils egyik sétányán egy Audi A3-as hajtott a járókelők közé, amiről később megállapították, hogy Mohamed Aalla tulajdona. A terroristákat a rendőrök állították meg: az ötből négy a helyszínen, az ötödik pedig később halt bele a sérüléseibe, előtte még egy késsel megsebesített egy járókelőt. Mindegyik támadón robbanómellény volt, viszont később kiderült, hogy nem volt bennük robbanószer. A rendőrség az autóban egy baltát és több kést is talált. A gázolásban egy ember meghalt és heten megsérültek, köztük az egyik rendőr.

## Gyanúsítottak
A terrorcselekmények megszervezésében 12 ember vett részt, közülük nyolcan meghaltak és négyen le lettek tartóztatva. Abdelbaki Esz-Szatti, a szervezet szellemi atyja és Juszef Aalla még a barcelonai támadás előtt bekövetkezett első alcanari robbanásban halt meg. Öt embert (Husszein Abujakub, Mohamed Hihami, Moussza Oukabir, Omar Hihami, Szaid Aalla) a katalán rendőrség a cambrilsi merénylet idején megölt. Junesz Abujakubot, a barcelonai támadás sofőrjét a rendőrség augusztus 21-én lőtte le Subiratsban.
| Magyaros név             | Arab név               | Vád                             |
| ------------------------ | ---------------------- | ------------------------------- |
| Abdelbaki Esz-Szatti     | Abdelbaki Es-Satty     | Meghalt az alcanari robbanásban |
| Driss Oukabir Szoprano   | Driss Oukabir Soprano  | Gyanúsított (letartóztatva)     |
| Husszein Abujakub        | Houssaine Abouyaaqoub  | Elkövető (megölték)             |
| Junesz Abujakub          | Younes Abouyaaqoub     | Elkövető (megölték)             |
| Juszef Aalla             | Youssef Aallaa         | Meghalt az alcanari robbanásban |
| Mohamed Aalla            | Mohammed Aallaa        | Gyanúsított (letartóztatva)     |
| Mohamed Hihami           | Mohammed Hychami       | Elkövető (megölték)             |
| Mohamed Huli Hemlal      | Mohammed Houli Chemlal | Gyanúsított (letartóztatva)     |
| Moussza Oukabir Szoprano | Moussa Oukabir Soprano | Elkövető (megölték)             |
| Omar Hihami              | Omar Hychami           | Elkövető (megölték)             |
| Szaid Aalla              | Said Aallaa            | Elkövető (megölték)             |
| Szalah el-Karib          | Salah el-Karib         | Gyanúsított (letartóztatva)     |

### Driss és Moussza Oukabir
Driss Oukabir Szoprano Marseille-ben született, büntetett előéletű, marokkói származású francia állampolgár. Az ő nevére bérelték a barcelonai gázolásban vezetett Fiat Talentót, amiben megtalálták a spanyol útlevelét. A támadás helyszínétől közel 70 km-re lévő Vicben találtak még egy bérautót, amit szintén az ő a nevére béreltek ki. Driss önmaga sétált be a ripolli rendőrségre, miután meglátta, hogy őt gyanúsítják a barcelonai terrortámadás elkövetésével és ekkor jelentette be igazolványainak eltulajdonítását, amivel öccsét, a 17 éves Moussza Oukabir Szopranót gyanúsítja.
Moussza Oukabir Szoprano a terrortámadások feltételezett fő gyanúsítottja és szervezője, aki fivére okmányainak eltulajdonításával bérelhette ki a két furgont. Moussza volt a cambrilsi gázolás egyik elkövetője, akit a merénylet alatt a rendőrség megölt.

### Szaid és Juszef Aalla
Szaid Aalla 1988. augusztus 25-én a marokkói Naourban született. A cambrilsi gázolás egyik elkövetője volt, akit a rendőrség a merénylet alatt megölt.
Juszef Aalla, Szaid bátyja az alcanari gázrobbanás egyik áldozata.

### Mohamed és Omar Hihami
A cambrilsi terrortámadás 21 (Omar) és 24 éves (Mohamed) elkövetőit a rendőrség ölte meg a gázolás idején. Nevüket, életkorukat és születési helyüket (Marokkó) a katalán rendőrség hozta nyilvánosságra. Édesanyjuk elmondása szerint Mohamed azt mondta neki, hogy nyaralni megy és egy héten belül visszatér, Omarról pedig 17-én délután hallott utoljára (a barcelonai gázolás napja).

### Junesz és Husszein Abujakub
Junesz Abujakub marokkói származású férfi, 1995. január 1-jén született M’rirtben. A terrortámadások idején Ripollban lakott. A katalán rendőrség az okmányaira a Vicben talált furgonban lelt rá és szerintük ő vezette a barcelonai gázoláshoz használt Ford Talentót. Ezeket az ő hitelkártyájával bérelték ki, illetve ezeken felül további egy bérautót, amit Ripollban találtak meg. Juneszt augusztus 21-én Subiratsban (Barcelonától 30 kilométerre), lakossági bejelentés alapján felismerték és a helyszínre érkező rendőrök lelőtték. Egyes híradások szerint Junesz a rajtaütéskor robbanóövet is viselt és mikor tüzet nyitottak rá, Allah akbar!-t kiáltott.
Husszein Abujakub Junesz öccse, akit a cambrilsi támadásban lőttek le.
Édesanyjuk elmondása szerint fiain az imám (Abdelbaki Esz-Szatti) agymosást hajtott végre.

### Abdelbaki Esz-Szatti
Abdelbaki Esz-Szatti marokkói származású férfi, Ripoll város imámja. Feltehetőleg ő lehetett a 12 fős terrorhálózat szellemi atyja és a rendőrség szerint az alcanari gázrobbanások egyik áldozata. 2012-ig kábítószer-kereskedelem miatt börtönben volt, ahol jó viszonyt alakított ki Rachid Agliffal, aki a 2004-es madridi terrortámadások egyik elkövetője volt.

### Szalah el-Karib, Mohamed Aalla, Mohamed Huli
Szalah el-Karibot és Mohamed Aallát Ripollban vették őrizetbe, jelenleg gyanúsítottként kezelik őket. Mohamed Huli Hemlalt az augusztus 16-án bekövetkezett alcanari gázrobbanás után tartóztatták le.

## Áldozatok
| Nemzetiség                            | Áldozatok száma |
| ------------------------------------- | --------------- |
| Spanyol                               | 5               |
| Olasz                                 | 3               |
| Portugál                              | 2               |
| Amerikai                              | 1               |
| Argentin-spanyol (kettős állampolgár) | 1               |
| Belga                                 | 1               |
| Brit-ausztrál (kettős állampolgár)    | 1               |
| Kanadai                               | 1               |
| Német                                 | 1               |
| Összesen                              | 16              |

Az események során több mint 34 ország 152 állampolgára szenvedett sérülést, közülük 16-an súlyosan. A merényletekben összesen 16-an haltak meg, köztük két kettős állampolgár. 14 áldozat a Las Ramblason elkövetett gázolásban, egy-egy ember pedig a Ford Focus ellopásakor és a cambrilsi gázolásban hunyt el.

## Megemlékezés
2017. augusztus 26-án Barcelonában tömegtüntetést tartottak a terrorizmus és az erőszak ellen. A tüntetés mottója „No tinc por“ („Nem félek“) volt. A rendőrség szerint a tüntetésen mintegy 500 000 ember vett részt, köztük a spanyol miniszterelnök és a kormányzat több tagja, valamint a spanyolországi iszlám közösség képviselői. Szintén részt vett a tüntetésen VI. Fülöp spanyol király; ezzel az ország történetében először fordult elő, hogy az uralkodó egy ilyen jellegű tömegrendezvényhez csatlakozzon.

## Fordítás
- ↑ Fordítás-en:  Ez a szócikk részben vagy egészben  a(z)   2017 Catalonia attacks című angol Wikipédia-szócikk ezen változatának fordításán alapul.  Az eredeti cikk szerkesztőit annak laptörténete sorolja fel. Ez a jelzés csupán a megfogalmazás eredetét és a szerzői jogokat jelzi, nem szolgál a cikkben szereplő információk forrásmegjelöléseként.
- ↑ Fordítás-es:  Ez a szócikk részben vagy egészben  az   Atentados de Cataluña de 2017 című spanyol Wikipédia-szócikk ezen változatának fordításán alapul.  Az eredeti cikk szerkesztőit annak laptörténete sorolja fel. Ez a jelzés csupán a megfogalmazás eredetét és a szerzői jogokat jelzi, nem szolgál a cikkben szereplő információk forrásmegjelöléseként.
- ↑ Fordítás-es2:  Ez a szócikk részben vagy egészben  az   Anexo:Víctimas de los Atentados de Cataluña de 2017 című spanyol Wikipédia-szócikk ezen változatának fordításán alapul.  Az eredeti cikk szerkesztőit annak laptörténete sorolja fel. Ez a jelzés csupán a megfogalmazás eredetét és a szerzői jogokat jelzi, nem szolgál a cikkben szereplő információk forrásmegjelöléseként.